# خوسيه توماس دي سوزا مارتينز
خوسيه توماس دي سوزا مارتينز (بالبرتغالية: José Tomás de Sousa Martins‏) هو طبيب برتغالي، ولد في 7 مارس 1843 في ألهاندرا ‏ في البرتغال، وتوفي بنفس المكان في 19 أغسطس 1897 بسبب سم.